# Alexa
Alexa é um género botânico pertencente à família Fabaceae.

## Espécies
Alexa bauhiniiflora
Alexa canaracunensis
Alexa confusa
Alexa cowanii
Alexa grandiflora
Alexa imperatricis
Alexa leiopetala
Alexa wachenheimii